# اودومبر
اودومبر (به فرانسوی: Audembert) یک کمون در فرانسه است که در پا-دو-کاله واقع شده‌است. اودومبر ۷٫۵ کیلومتر مربع مساحت دارد ۵۰ متر بالاتر از سطح دریا واقع شده‌است.